# Proculo Geganio Macerino
Proculo Geganio Macerino (fl. V secolo a.C.) console romano.

## Consolato
Proculo Geganio Macerino fu eletto console a Roma nel 440 a.C. con il collega Lucio Menenio Agrippa Lanato.
Durante il consolato Roma soffrì una terribile carestia,  e a nulla valsero i tentativi del prefetto dell'annona Lucio Minucio di reperire grano dalle popolazioni confinanti; in questo quadro si inserì Spurio Melio, un ricco cavaliere romano, che come cittadino privato, elargì grano alla plebe affamata, ottenendo per questo grande popolarità..